# Hôtel Chtchelokov
L'hôtel particulier Chtchelokov (Усадьба М. Н. Щелокова) est un ancien petit hôtel particulier du patrimoine protégé de Nijni Novgorod en Russie. Il a été construit en 1908-1909 rue Piskounov (à l'époque rue Ossipnaïa). Le quartier autour de la place du Théâtre a connu une rénovation d'ensemble au tournant de l'an 2000, ce qui a permis de restaurer l'hôtel particulier. Le bâtiment de service a été démoli pour construire en 2003 un petit immeuble de bureaux en style pseudo-historiciste.

## Histoire
L'édifice comporte un rez-de-chaussée  (aujourd'hui avec un étage en mansarde) sur un entresol. Il a été construit en 1908-1909 pour le marchand M.N. Chtchelokov, marquant l'angle de la rue Piskounov (Ossipnaïa) et de la rue Pojarskaïa (ancienne ruelle Saint-Nicolas) et formant un trapèze.
Dans la même période, des annexes ont été construites, faites dans le même style que la maison de maîtres elle-même: une à un étage avec un demi-sous-sol dans la cour et une sans étage avec un entresol, adjacente au mur Est de la maison de maître et face à la rue Ossipnaïa.
Le bureau d'architectes Bykov-Monastyrski-Sazonov construit en 2003 à la place de l'ancien bâtiment de service et des anciennes écuries un petit immeuble de bureaux de plusieurs étages en style pseudo-historiciste inspiré de l'ancienne douma municipale.
Au milieu de l'année 2010, la maison de maîtres est réaménagée, la façade est restaurée selon le projet du bureau 000 NIP Ethnos («Этнос»). D'autres travaux se poursuivent en 2013-2014, lui donnant son aspect actuel.

## Architecture
La stylistique de cette maison de maîtres se rapporte à la branche du rétrospectivisme de l'architecture néoclassique. Parmi les éléments caractéristiques de l'architecture et de la décoration des façades, on peut distinguer un rusticum linéaire, un appui de fenêtre profilé, un interplancher, des ceintures de sous-corniche, une corniche d'extension importante, des façades divisées de panneaux de stuc. La façade de la rue Piskounov est soulignée par une balustrade avec une mansarde, sur laquelle se trouve une lucarne ronde. Il y a des pilastres ioniques, des frontons triangulaires au-dessus de deux fenêtres.